# The Emptiness Machine
The Emptiness Machine is een liedje van de Amerikaanse rockband Linkin Park. Het is de eerste uitgebrachte single van het achtste studioalbum From Zero. Het nummer werd uitgebracht op 5 september 2024. Het is het eerste nummer waarin Emily Armstrong en Colin Brittain te horen zijn in plaats van Chester Bennington en Rob Bourdon.
Het nummer kwam binnen op positie 21 in de Billboard Hot 100, wat de hoogste hitnotering was voor Linkin Park in vijftien jaar na New Divide in 2009.

## NPO Radio 2 Top 2000
The Emptiness Machine stond in 2024 voor het eerst in de NPO Radio 2 Top 2000, op plek 498.
Emily Armstrong · Chester Bennington · Rob Bourdon · Colin Brittain · Brad Delson 
Dave Farrell · Joe Hahn · Scott Koziol · Mike Shinoda · Mark Wakefield
- MusicBrainz release group: e206fe3e-e2d4-465a-9997-90339a566e36